# Khalübszök
A khalübszök vagy khalüpszök (görögül: Χάλυβες, Χάλυβοι, Χάλυψ, Χάλδοι) Urartu (később Armenia Magna) északi határán élt ókori nép. Az antik írók szerint ők találták fel a vasérc feldolgozásának módját, és a görögök régebben tőlük vásárolták vasukat. Halászattal és bányászattal is foglalkoztak. Az írásaikban Homérosz, Sztrabón, Xenophón, Plutarkhosz és idősebb Plinius említést tesznek róluk.
A nép eredete az i. e. 12. századi tengeri népek vándorlásáig vezethető vissza. Ekkoriban Kolkhisz környékén éltek, majd a moszkhoszok megjelenése körül felvándoroltak a Pontoszi-hegység vidékére. Az i. e. 7. század elején II. Rusza urartui király, valamint a kimmerek vezettek ellenük nagy hadjáratokat. I. e. 756-ban, Trapezusz (ma Trabzon) alapításakor a görögök felvették a kapcsolatot Halitu országával, amit ők Khaldiának neveztek (nem tévesztendő össze a babiloni Khaldaiával), a népet pedig az országuk után khalübsznek, később „hegyi kháldeusoknak”. A nép tehát Északkelet-Anatóliában lakott, Armenia Magna mellett Phrügia, Kappadókia és a Kaukázusi Ibéria voltak a szomszédaik.
A népesség az Óperzsa Birodalom, majd III. Alexandrosz idejében hellenizálódott.